# 273 Atropos
Atropos /ˈætrəpɒs/ (định danh hành tinh vi hình: 273 Atropos) là một tiểu hành tinh điển hình ở vành đai chính. Ngày 8 tháng 3 năm 1888, nhà thiên văn học người Áo Johann Palisa phát hiện tiểu hành tinh Atropos khi ông thực hiện quan sát ở Viên và đặt tên nó theo tên Atropos, một nữ thần trong thần thoại Hy Lạp.